# Liste der Stolpersteine in Stuttgart-Ost
In der Liste der Stolpersteine in Stuttgart-Ost sind alle
154
Stolpersteine aufgeführt, die im Stuttgarter Stadtbezirk Stuttgart-Ost im Rahmen des Projekts des Künstlers Gunter Demnig an mehreren Terminen verlegt wurden. 

## Stolpersteine in Stuttgart-Ost
Die Tabelle ist teilweise sortierbar; die Grundsortierung erfolgt alphabetisch nach dem Verlegeort. Zusammengefasste Adressen von Verlegeorten zeigen an, dass mehrere Stolpersteine an einem Ort verlegt wurden. Die Spalte Person, Inschrift kann nach dem Namen der Person alphabetisch sortiert werden.
| Bild | Person, Inschrift | Verlegeort                          | Verlege- datum | Information |
| ---- | --- | ----------------------------------- | -------------- | --- |
|      | HIER WOHNTE BERTA GROSS JG. 1911 EINGEWIESEN 21.5.1937 HEILANSTALT WEINSBERG 'VERLEGT' 8.5.1940 GRAFENECK ERMORDET 8.5.1940 'AKTION T4'                 | Abelsbergstraße 40 (Lage)           | 27. Okt. 2016  | Zu Berta Groß existiert eine Opferbiografie.                                                                                    |
|      | HIER WOHNTE GEORG GREINER JG. 1884 EINGEWIESEN 1934 'HEILANSTALT' CHRISTOPHSBAD ERMORDET 5.12.1940 GRAFENECK AKTION T4                                  | Abelsbergstraße 52 (Lage)           |                | |
|      | HIER WOHNTE ABRAHAM BERENZ JG. 27.11.1937 DEPORTIERT 28.4.1942 IZBICA ERMORDET                                                                          | Albert-Schäffle-Straße 105 (Lage)   |                | |
|      | HIER WOHNTE BELA BERENZ JG. 7.3.1942 DEPORTIERT 28.4.1942 IZBICA ERMORDET                                                                               | Albert-Schäffle-Straße 105 (Lage)   |                | |
|      | HIER WOHNTE ERNA BERENZ GEB. MAYER JG. 1912 DEPORTIERT 1942 IZBICA ? ?                                                                                  | Albert-Schäffle-Straße 105 (Lage)   |                | |
|      | HIER WOHNTE MANASSE BERENZ JG. 27.11.1937 DEPORTIERT 28.4.1942 IZBICA ERMORDET                                                                          | Albert-Schäffle-Straße 105 (Lage)   |                | |
|      | HIER WOHNTE MAX BERENZ JG. 1898 DEPORTIERT 1942 IZBICA ? ?                                                                                              | Albert-Schäffle-Straße 105 (Lage)   |                | |
|      | HIER WOHNTE BETTY GRÜNBERG GEB. GÖTZ JG. 1872 DEPORTIERT 1942 THERESIENSTADT ERMORDET 7.9.1942                                                          | Albert-Schäffle-Straße 105 (Lage)   |                | |
|      | HIER WOHNTE JOSEF GRÜNBERG DEPORTIERT 1942 THERESIENSTADT ? ?                                                                                           | Albert-Schäffle-Straße 105 (Lage)   |                | |
|      | HIER WOHNTE EMIL NACHMANN JG. 1867 ERMORDET 21.1.1940 IN STUTTGART                                                                                      | Albert-Schäffle-Straße 105 (Lage)   |                | |
|      | HIER WOHNTE HANNCHEN NACHMANN GEB. FRIESSNER JG. 1880 DEPORTIERT 1942 THERESIENSTADT ERMORDET 5.4.1944                                                  | Albert-Schäffle-Straße 105 (Lage)   |                | |
|      | HIER WOHNTE ERICH RUTHARDT JG. 1919 EINGEWIESEN 12.10.1943 HEILANSTALT EICHBERG ERMORDET 13.10.1943                                                     | Ameisenbergstraße 24 (Lage)         |                | |
|      | HIER WOHNTE HANS BEBION JG. 1917 EINGEWIESEN 1937 'HEILANSTALT' WINNENTAL ERMORDET 11.6.1940 GRAFENECK AKTION T4                                        | Ameisenbergstraße 30 (Lage)         |                | |
|      | HIER WOHNTE KÄTHE LÖWENTHAL JG. 1877 DEPORTIERT 1942 ERMORDET IN IZBICA                                                                                 | Ameisenbergstraße 32 (Lage)         |                | |
|      | HIER WOHNTE GERTRUD FULD GEB. LEVI JG. 1901 DEPORTIERT 1942 ERMORDET IN IZBICA                                                                          | Ameisenbergstraße 57B (Lage)        |                | |
|      | HIER WOHNTE MARTIN FULD JG. 1930 DEPORTIERT 1942 ERMORDET IN IZBICA                                                                                     | Ameisenbergstraße 57B (Lage)        |                | |
|      | HIER WOHNTE MAX FULD JG. 1888 DEPORTIERT 1942 ERMORDET IN IZBICA                                                                                        | Ameisenbergstraße 57B (Lage)        |                | |
|      | HIER WOHNTE ROBERT FULD JG. 1930 DEPORTIERT 1942 ERMORDET IN IZBICA                                                                                     | Ameisenbergstraße 57B (Lage)        |                | |
|      | HIER WOHNTE ANNA EINSTEIN JG. 1873 DEPORTIERT 1942 THERESIENSTADT ERMORDET 4.9.1942                                                                     | Bardiliweg 12 (Lage)                |                | |
|      | HIER WOHNTE MATHILDE LEVY JG. 1897 VERSCHOLLEN 30.1.1942                                                                                                | Bardiliweg 12 (Lage)                |                | |
|      | HIER WOHNTE EUGENIE BÄCHLE GEB. METZGER JG.1899 EINGEWIESEN 6.7.1934 HEILANSTALT WEISSENAU 'VERLEGT' 24.5.1940 GRAFENECK ERMORDET 24.5.1940 'AKTION T4' | Bergstraße 51 (Lage)                | 1. Juli 2016   | |
|      | HIER WOHNTE FRITZ BÄCHLE JG. 1891 EINGEWIESEN 8.12.1933 HEILANSTALT WEISSENAU 'VERLEGT' 9.9.1940 GRAFENECK ERMORDET 9.9.1940 'AKTION T4'                | Bergstraße 51 (Lage)                | 1. Juli 2016   | |
|      | HIER WOHNTE HERMINE LEVI GEB. LEVY JG. 1873 TOT 1941 | Breitlingstraße 33 (Lage)           |                | |
|      | HIER WOHNTE RUDOLF LEVI JG. 1863 DEPORTIERT THERESIENSTADT ERMORDET 22.10.1942                                                                          | Breitlingstraße 33 (Lage)           |                | |
|      | HIER WOHNTE IRMA DREYFUSS GEB. NEUMARK JG. 1897 DEPORTIERT 1942 AUSCHWITZ ???                                                                           | Breitlingstraße 33 (Lage)           |                | |
|      | Hier wohnte Wilhelm Renz Jg. 1887 Eingewiesen 1937 Heilanstalt Zwiefalten 'Verlegt' 9.5.1940 Grafeneck Ermordet 9.5.1940 Aktion T4                      | Bussenstraße 47 (Lage)              |                | |
|      | Hier wohnte Dr. jur. Heinrich Wolf Jg. 1878 deportiert 1943 ermordet in Auschwitz                                                                       | Ecklenstraße 7 (Lage)               |                | |
|      | Hier wohnte Clementine Wolf geb. Levi Jg. 1882 deportiert 1943 ermordet in Auschwitz                                                                    | Ecklenstraße 7 (Lage)               |                | |
|      | Hier wohnte Anna Robertson Geb. Käfer Jg. 1893 Eingewiesen 1929 Heilanstalt Winnental 'Verlegt' 24.6.1940 Grafeneck Ermordet 24.6.1940 Aktion T4        | Einkornstraße 28 (Lage)             | 23. Mai 2015   | |
|      | Hier wohnte Hedwig Lutz Geb. Seufert Jg. 1906 Eingewiesen 1939 Heilanstalt Liebenau 'Verlegt' 30.8.1940 Grafeneck Ermordet 30.8.1940 Aktion T4          | Farrenstraße 21 (Lage)              | 15. Sep. 2015  | |
|      | Hier wohnte Franz Winzenried Jg. 1905 Eingewiesen 10.12.1936 Heilanstalt Zwiefalten 'Verlegt' 18.6.1940 Grafeneck Ermordet 18.6.1940 'Aktion T4'        | Farrenstraße 52A (Lage)             | 1. Juli 2016   | Das Projekt „Stolpersteine in Stuttgart“ gibt den Nachnamen als „Winzenried“ an, auf dem Stolperstein selbst steht „Winzenred“. |
|      | Hier arbeitete Jakob Preuss Jg. 1905 1933 Geschäft zerstört Haft, misshandelt Flucht                                                                    | Gablenberger Hauptstraße 29 (Lage)  |                | Jakob Preuß |
|      | Hier wohnte Helene Kapp Jg. 1922 Eingewiesen 1928 'Heilanstalt'Stetten Ermordet 18.9.1940 Grafeneck Aktion T4                                           | Gablenberger Hauptstraße 34 (Lage)  |                | |
|      | Hier wohnte Hannelore Horland Jg. 1925 Eingewiesen 1940 Heilanstalt Wilhelmsdorf 'Verlegt' 22.4.1941 Ermordet 22.4.1941 Hadamar Aktion T4               | Gablenberger Hauptstraße 40 (Lage)  | 23. Nov. 2011  | |
|      | Hier wohnte Erika Horland Jg. 1920 Eingewiesen 1940 Heilanstalt Wilhelmsdorf 'Verlegt' 22.4.1941 Ermordet 22.4.1941 Hadamar Aktion T4                   | Gablenberger Hauptstraße 40 (Lage)  | 23. Nov. 2011  | |
|      | Hier wohnte Otto Horland Jg. 1926 Eingewiesen 1935 Heilanstalt Stetten 'Verlegt' 12.11.1940 Ermordet 12.11.1940 Grafeneck Aktion T4                     | Gablenberger Hauptstraße 40 (Lage)  | 23. Nov. 2011  | |
|      | Hier wohnte Friedrich Klotz Jg. 1878 Eingewiesen 1922 'Heilanstalt' Winnental Ermordet 3.6.1940 Grafeneck Aktion T4                                     | Gablenberger Hauptstraße 129 (Lage) | 29. Apr. 2010  | |
|      | Hier wohnte Dina Rohrbacher Geb. Stern Jg. 1883 Zwangsumsiedlung 1942 Buttenhausen Deportiert 1943 Theresienstadt 1944 Auschwitz ermordet               | Gablenberger Hauptstraße 161 (Lage) |                | |
|      | Hier wohnte Moritz Rohrbacher Jg. 1874 Tot 9.7.1942 in Tigerfeld                                                                                        | Gablenberger Hauptstraße 161 (Lage) |                | |
|      | ... Elise Erlanger ... | Gablenberger Hauptstraße 173 (Lage) |                | |
|      | Hier wohnte Klara Straus Geb. Levi Jg. 1870 Deportiert 1942 Ermordet 10.11.1944 Theresienstadt                                                          | Gablenberger Hauptstraße 173 (Lage) |                | |
|      | Hier wohnte Paula Straus Jg. 1894 Deportiert 1942 Theresienstadt Ermordet 10.2.1943 Auschwitz                                                           | Gablenberger Hauptstraße 173 (Lage) |                | Paula Straus |
|      | Hier wohnte Klara Dreyfuss Jg. 1877 Deportiert 1942 Izbica ?                                                                                            | Gänsheidestraße 51 (Lage)           |                | |
|      | Hier wohnte Marie Regine Freifrau v. Mühlen Geb. Hanau Jg. 1868 Deportiert 1944 Theresienstadt Ermordet 7.2.1945                                        | Gänsheidestraße 51 (Lage)           |                | Marie Regina Freifrau von Mühlen                                                                                                |
|      | Hier wohnte Hortense Jeitteles Jg. 1879 deportiert 1942 Theresienstadt ermordet 18.4.1943                                                               | Gerokstraße 11B (Lage)              |                | |
|      | Hier wohnte Wilhelm Jeitteles Jg. 1868 deportiert 1942 Theresienstadt ermordet 23.5.1943                                                                | Gerokstraße 11B (Lage)              |                | |
|      | Hier wohnte Luise Lepman geb. Kahn verw. Landauer Jg. 1878 deportiert 1942 Izbica ermordet                                                              | Gerokstraße 70 (Lage)               |                | |
|      | Hier wohnte Benno Graf Jg. 1889 Eingewiesen 26.9.1924 Heilanstalt Weissenau 'Verlegt' 20.5.1940 Grafeneck Ermordet 20.5.1940 'Aktion T4'                | Gottliebstraße 4 (Lage)             | 1. Juli 2016   | |
|      | Hier wohnte Moses Oppenheimer JG. 1894 Verhaftet 1938 KZ Buchenwald Ermordet 16.1.1940                                                                  | Griesingerweg 9 (Lage)              | 24. Sep. 2007  | |
|      | Hier wohnte Karl Wieland Jg. 1871 Eingewiesen 1934 Heilanstalt Weissenau 'Verlegt' 27.6.1940 Grafeneck Ermordet 27.5.1940 Aktion T4                     | Grünblickstraße 1 (Lage)            | 15. Sep. 2015  | |
|      | Hier wohnte Meta Neumann Jg. 1859 Deportiert 1943 Theresienstadt Ermordet 24.11.1943                                                                    | Hackländerstraße 29 (Lage)          |                | |
|      | Hier wohnte Erich Blank Jg. 1906 Eingewiesen 1930 Heilanstalt Göppingen 'Verlegt 5.12.1940' Grafeneck Ermordet 5.12.1940 'Aktion T4'                    | Hackländerstraße 30                 | 11. Juli 2018  | |
|      | Hier wohnte Henriette Herz Geb. Rosenbaum Jg. 1913 Deportiert 1941 Riga 1943 KZ Kaiserswald 1944 Stutthof Überlebt                                      | Hackstraße 7 (Lage)                 |                | |
|      | Hier wohnte Karl Herz Jg. 1897 Deportiert 1941 Riga Kaiserswald Tot 12.3.1945 im KZ Stutthof                                                            | Hackstraße 7 (Lage)                 |                | |
|      | Hier wohnte Nathan Neumann Jg. 1880 Ausgewiesen 28.10.1938 nach Polen Ghetto Warschau ?                                                                 | Hackstraße 7 (Lage)                 |                | |
|      | Hier wohnte Gertrud Bogner Jg. 1891 Eingewiesen 1937 'Heilanstalt' Stetten Ermordet 18.9.1940 Grafeneck Aktion T4                                       | Hackstraße 16 (Lage)                |                | |
|      | Hier wohnte Irene Winter Jg. 1940 Deportiert 1943 ermordet 26.6.1943 in Auschwitz-Birkenau                                                              | Hackstraße 24 (Lage)                |                | |
|      | Hier wohnte Eugen Armbruster Jg. 1892 Eingewiesen 1925 Heilanstalt Winnental 'Verlegt' 11.6.1940 Grafeneck Ermordet 11.6.1940 Aktion T4                 | Hackstraße 80 (Lage)                | 23. Mai 2015   | |
|      | Hier wohnte Otto Mebert Jg. 1897 Eingewiesen 1934 Heilanstalt Göppingen 'Verlegt' 6.12.1940 Grafeneck Ermordet 6.12.1940 Aktion T4                      | Hagbergstraße 31 (Lage)             | 15. Apr. 2013  | |
|      | Hier wohnte Kurt Albert Schübel Jg. 1909 Eingewiesen 1927 Heilanstalt Stetten 'Verlegt' 13.9.1940 Grafeneck Ermordet 13.9.1940 Aktion T4                | Hagbergstraße 31 (Lage)             | 15. Apr. 2013  | |
|      | Hier wohnte Eduard Eger Jg. 1909 Eingewiesen 1935 Heilanstalt Winnental 'Verlegt' 11.6.1940 Grafeneck Ermordet 11.6.1940 Aktion T4                      | Haußmannstraße 270 (Lage)           | 23. Mai 2015   | |
|      | Hier lebte Betty Schmal geb. Oberdorfer Jg. 1874 Zwangsumsiedlung 1942 Eschenau Deportiert 1942 Theresienstadt Ermordet 30.9.1943                       | Heidehofstraße 9 (Lage)             | 21. Sep. 2020  | Zu Betty Schmal (1874–1943) existiert eine Opferbiografie.                                                                      |
|      | Hier wohnte Ewald Hendel Jg. 1927 Eingewiesen 1936 Heilanstalt Stetten 'Verlegt' 10.9.1940 Grafeneck Ermordet 10.9.1940 Aktion T4                       | Heinrich-Baumann-Straße 23 (Lage)   |                | |
|      | Hier wohnte Heinrich Baumann Jg. 1883 Verhaftet 1933 Deportiert 1944 KZ Dachau Ermordet 23.2.1945                                                       | Heinrich-Baumann-Straße 25 (Lage)   |                | StZ-Artikel |
|      | Hier wohnte Eugen Prötzel Jg. 1915 Flucht 1937 Holland heimgekehrt / verurteilt 1938 Passvergehen 1939 Dachau ermordet 17.2.1940 Mauthausen             | Hornbergstraße 91 (Lage)            |                | |
|      | Hier wohnte Emma Luise Zibold Jg. 1885 Eingewiesen 1912 Heilanstalt Winnental 'Verlegt' 29.11.1940 Grafeneck Ermordet 29.11.1940 Aktion T4              | Hornbergstraße 123 (Lage)           |                | |
|      | Hier wohnte Maria Bühler Jg. 1890 Eingewiesen 1938 Heilanstalt Weissenau 'Verlegt' 24.5.1940 Grafeneck Ermordet 24.5.1940 Aktion T4                     | Hornbergstraße 188 (Lage)           | 15. Apr. 2013  | |
|      | Hier wohnte Oskar David Jg. 1886 Deportiert KZ Oranienburg Ermordet 22.2.1940                                                                           | Hornbergstraße 212 (Lage)           |                | |
|      | Hier wohnte Reinhold Stempfle Jg. 1935 Eingewiesen 1.6.1942 Heilanstalt Zwiefalten Ermordet 27.10.1942                                                  | Klingenstraße 37 (Lage)             | 11. Juli 2018  | |
|      | Hier wohnte Dr. med. Jakob Holzinger Jg. 1878 Selbstmord 8.11.1940 vor der Deportation                                                                  | Landhausstraße 181 (Lage)           |                | |
|      | Hier wohnte Selma Holzinger geb. Oettinger Selbstmord 8.11.1940 vor der Deportation                                                                     | Landhausstraße 181 (Lage)           |                | |
|      | Hier wohnte Chassia Dymschiz geb. Zuckermann Jg. 1882 Deportiert 1941 Ermordet in Riga                                                                  | Landhausstraße 198 (Lage)           |                | |
|      | Hier wohnte Sana Dymschiz Jg. 1880 Deportiert 1941 Ermordet in Riga                                                                                     | Landhausstraße 198 (Lage)           |                | |
|      | Hier wohnte Berta Reif Geb. Neuhäuser Jg. 1866 Deportiert 1942 Theresienstadt Ermordet in Maly Trostinec                                                | Libanonstraße 3 (Lage)              |                | |
|      | Hier wohnte Emmy Brüll Jg. 1883 Deportiert 1942 Welzheim Ermordet 19.9.1942 Ravensbrück                                                                 | Libanonstraße 25 (Lage)             |                | |
|      | Hier wohnte Eugen Buck Jg. 1915 Deportiert 1942 KZ Dachau Ermordet in Schloss Hartheim                                                                  | Libanonstraße 30 (Lage)             |                | |
|      | Hier wohnte Meta Oppenheimer Jg. 1887 Verschollen | Libanonstraße 31 (Lage)             |                | |
|      | Hier wohnte Margarete Neuberg Jg. 1901 Deportiert 1943 Auschwitz ?                                                                                      | Libanonstraße 92 (Lage)             |                | |
|      | Hier wohnte Johannes Bartl Jg. 1882 Eingewiesen 1925 Heilanstalt Winnental 'Verlegt' 11.6.1940 Grafeneck Ermordet 11.6.1940 Aktion T4                   | Luisenplatz 1 (Lage)                | 17. Mai 2014   | |
|      | Hier wohnte Maria Schiller Jg. 1894 Eingewiesen 1923 Heilanstalt Weissenau 'Verlegt' 10.6.1940 Grafeneck Ermordet 10.6.1940 'Aktion T4'\|               | Luisenplatz 6 (Lage)                | 27. Okt. 2016  | |
|      | Hier wohnte Siegfried Guttmann Jg. 1879 Deportiert 1941 Riga ?                                                                                          | Marquardtstraße 6 (Lage)            | März 2005      | |
|      | Hier wohnte Sofie Guttmann Geb. Dreifuss Jg. 1887 Deportiert 1942 Izbica ?                                                                              | Marquardtstraße 6 (Lage)            | März 2005      | |
|      | Hier wohnte Rosa Haas Geb. Reis Jg. 1869 Deportiert 1942 Theresienstadt Ermordet in Maly Trostinec                                                      | Marquardtstraße 6 (Lage)            | März 2005      | |
|      | Hier wohnte Lazarus Karschinierow Jg. 1877 Deportiert 1942 Theresienstadt verhungert 4.5.1945                                                           | Neckarstraße 150 (Lage)             |                | |
|      | Hier wohnte David Horowitz Jg. 1874 Abgeschoben 1938 Polen Tot 1941                                                                                     | Neckarstraße 172 (Lage)             |                | |
|      | Hier wohnte Regina Horowitz Jg. 1906 Abgeschoben 1938 Polen Tot 1941                                                                                    | Neckarstraße 172 (Lage)             |                | |
|      | Hier wohnte Anna Maria Rieg Jg. 1877 Eingewiesen 1935 Heilanstalt Christophsbad 'Verlegt' 11.12.1940 Grafeneck Ermordet 11.12.1940 Aktion T4            | Nelkenweg 8 (Lage)                  | 12. Nov. 2013  | |
|      | Hier wohnte Sophie Findling Jg. 1891 Eingewiesen 1920 'Heilanstalt' Winnental Ermordet 30.5.1940 Grafeneck Aktion T4                                    | Neue Straße 14C (Lage)              | 12. Apr. 2011  | |
|      | HIER WOHNTE CLARA ADLER GEB. STROHMAIER JG. 1896 DEPORTIERT 1942 ERMORDET IN AUSCHWITZ                                                                  | Ostendstraße 83 (Lage)              |                | |
|      | HIER WOHNTE RUDOLF ADLER JG. 1899 DEPORTIERT 1941 RIGA TOT IN SALASPILS                                                                                 | Ostendstraße 83 (Lage)              |                | |
|      | Hier wohnte Bona Rosenfeld Jg. 1881 Deportiert 1941 Riga ?                                                                                              | Payerstraße 12 (Lage)               |                | |
|      | Hier wohnte Julie Dewald Geb. Baissinger Jg. 1882 Deportiert 1942 Theresienstadt Ermordet in Treblinka                                                  | Pfahlbronner Straße 30 (Lage)       |                | |
|      | Hier wohnte Julius Dewald Jg. 1873 Deportiert 1942 Theresienstadt Ermordet in Treblinka                                                                 | Pfahlbronner Straße 30 (Lage)       |                | |
|      | Hier wohnte Adolf Gerst Jg. 1895 Enthauptet 22.6.1944 Wegen 'Wehrkraftzersetzung'                                                                       | Pflasteräckerstraße 32 (Lage)       |                | |
|      | Hier wohnte Agnes Klett Jg. 1910 Eingewiesen 1935 Heilanstalt Weissenau 'Verlegt' 24.5.1940 Grafeneck Ermordet 24.5.1940 Aktion T4                      | Röntgenstraße 2 (Lage)              |                | |
|      | Hier wohnte Karl Conzelmann Jg. 1881 Eingewiesen 1927 'Heilanstalt' Christophsbad Ermordet 5.12.1940 Grafeneck Aktion T4                                | Rotenbergstraße 44 (Lage)           |                | |
|      | Hier wohnte Georg Henssler Jg. 1902 Eingewiesen 1934 'Heilanstalt' Christophsbad Ermordet 29.11.1940 Grafeneck Aktion T4                                | Rotenbergstraße 60 (Lage)           |                | |
|      | Hier wohnte Konrad Jäger Jg. 1888 Eingewiesen 1926 Heilanstalt Christophsbad 'Verlegt' 5.12.1940 Grafeneck Ermordet 5.12.1940 Aktion T4                 | Rotenbergstraße 116 (Lage)          | 17. Mai 2014   | |
|      | Hier wohnte Ernst Dreher Jg. 1908 Eingewiesen 1939 Heilanstalt Zwiefalten 'Verlegt' 9.12.1940 Grafeneck Ermordet 9.12.1940 Aktion T4                    | Rotenbergstraße 120 (Lage)          | 15. Mai 2015   | |
|      | Hier wohnte Alice Haarburger Jg. 1891 deportiert 1941 Riga ???                                                                                          | Sandbergerstraße 26 (Lage)          |                | |
|      | Hier wohnte Fanny Haarburger geb. Hess Jg. 1868 deportiert 1942 Dellmensingen                                                                           | Sandbergerstraße 26 (Lage)          |                | |
|      | Hier wohnte Emma Hess Jg. 1870 deportiert 1942 Theresienstadt ermordet 13.9.1942                                                                        | Sandbergerstraße 26 (Lage)          |                | |
|      | HIER WOHNTE KLARA LEHRS GEB. LÖWENTHAL JG. 1871 DEPORTIERT 1942 THERESIENSTADT ERMORDET IN MALY TROSTINEC                                               | Schellbergstraße 20 (Lage)          |                | |
|      | Hier wohnte Annie Ullmann Geb. Winternitz Jg. 1907 Flucht 1933 Prag Deportiert 1942 Theresienstadt Ermordet 25.10.1944 Auschwitz-Birkenau               | Schellbergstraße 62 (Lage)          | 23. Nov. 2014  | |
|      | Hier wohnte Maximilian Rudolf Ullmann Jg. 1932 Flucht 1933 Prag Deportiert 1942 Theresienstadt Ermordet 25.10.1944 Auschwitz-Birkenau                   | Schellbergstraße 62 (Lage)          | 23. Nov. 2014  | |
|      | Hier wohnte Viktor Ullmann Jg. 1898 Flucht 1933 Prag Deportiert 1942 Theresienstadt Ermordet 18.10.1944 Auschwitz-Birkenau                              | Schellbergstraße 62 (Lage)          | 23. Nov. 2014  | |
|      | Hier wohnte Theodor Decker Jg. 1901 'Schutzhaft' 11.3.1933 KZ Heuberg Zuchthaus Ludwigsburg Moorlager / KZ Dachau Ermordet 27.1.1940 in Mauthausen      | Schönbühlstraße 78 (Lage)           | 2009           | |
|      | Hier wohnte Hedwig Peritz Jg. 1903 deportiert 1942 Theresienstadt ermordet 1943 in Auschwitz                                                            | Schurwaldstraße 52                  | Okt. 2003      | |
|      | Hier wohnte Irma Peritz Jg. 1899 deportiert 1941 Riga ?                                                                                                 | Schurwaldstraße 52                  | Okt. 2003      | |
|      | Hier wohnte Klara Peritz Jg. 1873 deportiert 1942 Theresienstadt ermordet 18.9.1942                                                                     | Schurwaldstraße 52                  | Okt. 2003      | |
|      | Hier wohnte Girscha Schadchin Jg. 1886 Deportiert 1941 Riga Ermordet 8.5.1945 KZ Kaiserwald                                                             | Schwarenbergstraße 14 (Lage)        |                | |
|      | Hier wohnte Sigmund Schadchin Jg. 1920 Deportiert 1941 Riga Ermordet 6.3.1945 Godenhof / Lauenburg                                                      | Schwarenbergstraße 14 (Lage)        |                | |
|      | Hier wohnte Vera Rahel Schadchin Geb. Ruslowitz Jg. 1887 Deportiert 1941 Riga Ermordet 8.5.1945 KZ Kaiserwald                                           | Schwarenbergstraße 14 (Lage)        |                | |
|      | Hier wohnte Dr. med. Margarethe Wolf Jg. 1880 Deportiert 1943 Theresienstadt Ermordet 3.1.1944                                                          | Stälinweg 22 (Lage)                 |                | |
|      | HIER WOHNTE KLARA LEUCHT ... | Sickstraße 8                        |                | |
|      | HIER WOHNTE HEINRICH HEUBERGER JG. 1894 EINGEWIESEN 1932 HEILANSTALT WINNENTAL 'VERLEGT' 3.6.1940 GRAFENECK ERMORDET 3.6.1940 'AKTION T4'               | Sickstraße 18                       | 21. Feb. 2025  | Zu Heinrich Heuberger existieren Opferbiografien.                                                                               |
|      | HIER WOHNTE AMALIE MATHILDE REIF JG. 1867 1942 ZWANGSALTENHEIM DELLMENSINGEN DEPORTIERT 1942 THERESIENSTADT 1942 TREBLINKA ERMORDET                     | Sickstraße 18                       | 21. Feb. 2025  | Zu Amalie Mathilde Reif existieren Opferbiografien.                                                                             |
|      | Hier wohnte Margarethe Neuberg Jg. 1901 Deportiert 1943 Auschwitz ? ?                                                                                   | Stöckachstraße 1 (Lage)             |                | |
|      | Hier wohnte Gitla Scher Jg. 1876 Deportiert 1941 Riga                                                                                                   | Stöckachstraße 1 (Lage)             |                | |
|      | Hier wohnte Sonja Scher Jg. 1873 Deportiert 1942 Theresienstadt Ermordet 28.2.1944                                                                      | Stöckachstraße 1 (Lage)             |                | |
|      | HIER WOHNTE DONATUS SCHNECK JG. 1925 DEPORTIERT 13.3.1943 AUSCHWITZ-BIRKENAU BUCHENWALD TOT 24.8.1944 LUFTANGRIFF AUF GUSTLOFF-WERK II                  | Stöckachstraße 28 (Lage)            | 14. März 2008  | |
|      | HIER WOHNTE GISELA SCHNECK JG. 1927 DEPORTIERT 13.3.1943 ERMORDET 27.9.1943 IN AUSCHWITZ-BIRKENAU                                                       | Stöckachstraße 28 (Lage)            | 14. März 2008  | |
|      | HIER WOHNTE JOSEF SCHNECK JG. 1882 DEPORTIERT 13.3.1943 ERMORDET 1943 IN AUSCHWITZ-BIRKENAU                                                             | Stöckachstraße 28 (Lage)            | 14. März 2008  | |
|      | HIER WOHNTE JOSEF MARIA SCHNECK JG. 1930 DEPORTIERT 13.3.1943 ERMORDET 29.4.1943 IN AUSCHWITZ-BIRKENAU                                                  | Stöckachstraße 28 (Lage)            | 14. März 2008  | |
|      | HIER WOHNTE PAULINE 'PAULA' SCHNECK JG. 1917 DEPORTIERT 13.3.1943 ERMORDET 9.10.1943 IN AUSCHWITZ-BIRKENAU                                              | Stöckachstraße 28 (Lage)            | 14. März 2008  | |
|      | HIER WOHNTE SOFIE SCHNECK GEB. KÖHLER JG. 1894 DEPORTIERT 13.3.1943 ERMORDET 29.4.1944 IN AUSCHWITZ-BIRKENAU                                            | Stöckachstraße 28 (Lage)            | 14. März 2008  | |
|      | HIER WOHNTE ELISABETH SCHNECK JG. 1926 DEPORTIERT 13.3.1943 AUSCHWITZ-BIRKENAU 1944 KZ RAVENSBRÜCK KZ FLOSSENBÜRG TODESMARSCH FLUCHT ÜBERLEBT           | Stöckachstraße 28 (Lage)            | 26. Nov. 2024  | Zu Elisabeth Schneck existiert eine Opferbiografie.                                                                             |
|      | HIER WOHNTE BERTA ABERLE GEB. MAIER JG. 1887 EINGEWIESEN 4.11.1937 HEILANSTALT WEISSENAU 'VERLEGT' 24.5.1940 GRAFENECK ERMORDET 24.5.1940 'AKTION T4'   | Stöckachstraße 32 (Lage)            | 28. Apr. 2017  | |
|      | HIER WOHNTE WILHELM OSCHMANN JG. 1900 EINGEWIESEN 1937 HEILANSTALT ZWIEFALTEN ERMORDET 15.6.1944                                                        | Stöckachstraße 52 (Lage)            |                | |
|      | HIER WOHNTE KARL KAUFMANN JG. 1869 DEPORTIERT ERMORDET 1942 IN AUSCHWITZ                                                                                | Straußweg 41 (Lage)                 |                | |
|      | HIER WOHNTE KARL SCHEDEL JG. 1880 EINGEWIESEN 1922 'HEILANSTALT' WINNENTAL ERMORDET 3.6.1940 GRAFENECK AKTION T4                                        | Talstraße 107 (Lage)                |                | |
|      | HIER WOHNTE NOTBURGA ANGELE ... | Teckstraße 38                       | 11. Juli 2018  | |
|      | HIER WOHNTE RICHARD LÖWENSTEIN JG. 1888 DEPORTIERT 1941 RIGA ? ?                                                                                        | Traubergstraße 15 (Lage)            |                | |
|      | HIER WOHNTE HERMINE NACHMANN GEB. TUTEUR DEPORTIERT 1941 RIGA ERMORDET 29.9.1942 IN MALY TROSTINEC                                                      | Traubergstraße 15 (Lage)            |                | |
|      | HIER WOHNTE BERNHARDINE SALOMON GEB. TUTEUR JG. 1872 DEPORTIERT 1941 RIGA ? ?                                                                           | Traubergstraße 15 (Lage)            |                | |
|      | HIER WOHNTE ELISABETH SCHIKORA ... | Villastraße 3                       |                | |
|      | HIER WOHNTE MATHILDE KLEINMAIER ... | Villastraße 8                       |                | |
|      | HIER WOHNTE IRMA BENSING GEB. RIESER JG. 1896 DEPORTIERT 1941 RIGA ? ?                                                                                  | Wagenburgstraße 22 (Lage)           |                | |
|      | HIER WOHNTE MORITZ LITOWSKY JG. 1903 DEPORTIERT 1942 VERSCHOLLEN IN AUSCHWITZ                                                                           | Wagenburgstraße 135 (Lage)          |                | |
|      | HIER WOHNTE HEINRICH OTT JG. 1888 IM WIDERSTAND 'SCHUTZHAFT' 1933 VERHAFTET 25.6.1942 VERHÖRT DURCH GESTAPO TOT 25.6.1942 TODESURSACHE NIE GEKLÄRT      | Wagenburgstraße 142 (Lage)          | 4. Nov. 2019   | |
|      | HIER WOHNTE KARL DENTLER JG. 1903 VERHAFTET 1937 GEFÄNGNIS LUDWIGSBURG STRAFLAGER ASCHENDORFERMOOR 1939 BUCHENWALD ERMORDET 27.12.1944                  | Wasserbergweg 8 (Lage)              | 1. Apr. 2019   | |
|      | HIER WOHNTE DR. MED. BENNO JAKOB JG. 1873 DEPORTIERT 1942 THERESIENSTADT ERMORDET 16.2.1943                                                             | Werfmershalde 12 (Lage)             |                | |
|      | HIER WOHNTE IDA JAKOB GEB. LOEB JG. 1876 DEPORTIERT 1942 THERESIENSTADT ERMORDET 1.10.1944                                                              | Werfmershalde 12 (Lage)             |                | |
|      | HIER WOHNTE ANNA WIELER JG. 1890 DEPORTIERT 1941 RIGA ???                                                                                               | Werfmershalde 12 (Lage)             | 2009           | Anna Wieler (geb. 7. Juni 1889 in Konstanz), Pädagogin und Schulmitgründerin.                                                   |
|      | HIER WOHNTE LORE GLASER JG. 1921 EINGEWIESEN 1940 HEILANSTALT WEINSBERG 'VERLEGT' 4.12.1940 GRAFENECK ERMORDET 4.12.1940 AKTION T4                      | Wunderlichstraße 13 (Lage)          | 18. Sep. 2012  | Zu Lore Glaser existiert eine Opferbiografie.                                                                                   |
|      | HIER WOHNTE ERICH KOHNERT JG. 1924 EINGEWIESEN 1940 HEILANSTALT WEINSBERG 'VERLEGT' 4.12.1940 GRAFENECK ERMORDET 4.12.1940 AKTION T4                    | Wunderlichstraße 17 (Lage)          | 18. Sep. 2012  | Zu Erich Kohnert existiert eine Opferbiografie.                                                                                 |